# Agamascaris
Agamascaris ist eine Gattung der Spulwürmer mit zwei Arten. Die Larven treten im Magen und Darm verschiedemner nordamerikanischer Frösche und im Darm der Natter Geophis sartorii auf. In den CIH keys to the nematode parasites of vertebrates wird die Gattung nicht erwähnt.

## Merkmale
Für die Erstbeschreibung standen Steiner nur Larven aus dem Magen-Darm-Trakt von Fröschen zur Verfügung. Die Zuweisung einer neuen Gattung basierte auf der Tatsache, dass diese Anisakinae weder einen Ventriculus noch einen Blinddarm besitzen.

## Systematik
Hodda (2022) ordnet die Gattung in die Tribus Anisakini, Untertribus Anisakinii ein. Die Gattung enthält folgende Arten:
- Agamascaris odontocephala Steiner, 1924
- Agamascaris septentrionalis Kreis, 1952

Der Gattungsname wird auch für fossile Nachweise spulwurmähnlicher Arten verwendet.